# Krystyna (infantka hiszpańska)
Cristina de Borbón y Grecia (hiszp. Cristina Federica Victoria Antonia de la Santísima Trinidad de Borbón y Grecia; ur. 13 czerwca 1965 w Madrycie) – infantka hiszpańska, do 2015 roku księżna Palma de Mallorca z dynastii Burbonów. Córka króla Hiszpanii, Jana Karola I Burbona, oraz jego żony, Zofii Glücksburg. Jest siostrą obecnie panującego króla Hiszpanii, Filipa VI.

## Życiorys
Została ochrzczona w Pałacu de La Zarzuela przez arcybiskupa Madrytu. Jej rodzicami chrzestnymi byli Alfons, książę Andegawenii i Kadyksu, oraz infantka Maria Krystyna, hrabina Marone.
W 1988 roku startowała jako żeglarka na Igrzyskach Olimpijskich w Seulu, zajmując 20. miejsce.
W 1989 roku ukończyła nauki polityczne na Uniwersytecie Complutense w Madrycie. Studia kontynuowała na kierunku stosunki międzynarodowe, na uniwersytecie w Nowym Jorku i ukończyła je w 1990. 4 października 1997 roku poślubiła piłkarza ręcznego Iñakiego Urdangarina, medalistę olimpijskiego, z pochodzenia Baska. Z tej okazji ojciec przyznał jej tytuł księżnej Palma de Mallorca. Para zamieszkała w Barcelonie. Krystyna mówi płynnie po francusku, angielsku, grecku i katalońsku i pełni m.in. funkcję honorowej przewodniczącej hiszpańskiego komitetu UNESCO oraz ambasadora dobrej woli ONZ.
W 2010 roku ustalono, że jej mąż wraz ze wspólnikiem wyprowadzili z fundacji organizującej imprezy sportowe i kulturalne Noos ponad 6 mln euro. Po wybuchu afery infantka z rodziną zostali usunięci z dworu i pozbawieni prawa do uczestnictwa w oficjalnych uroczystościach, wyemigrowali też do USA, a następnie do Szwajcarii. Ze względu na wystawny tryb życia rodziny infantce nie udało się przekonać śledczych, że nie wiedziała o oszustwach męża. Afera stała się główną przyczyną spadku zaufania do monarchii. Początek procesu w tej sprawie zaplanowano na koniec roku 2015, w związku z tym 12 czerwca 2015 roku król Filip VI odebrał siostrze tytuł księżnej Palmy de Mallorca, którego pod naciskiem dworu zrzekła się kilka dni wcześniej. Krystyna zrzekła się także praw do sukcesji. W trakcie procesu męża nie wykazano, by wiedziała o jego przestępczych działaniach.
24 stycznia 2022 roku poinformowano, że infantka i jej mąż postanowili zakończyć swoje małżeństwo. Kilka dni wcześniej media obiegła wiadomość o pozamałżeńskiej relacji Urdangarina.

## Potomstwo
- Juan Valentin de Todos los Santos Urdangarín y de Borbón (ur. 29 września 1999)
- Pablo Nicolás de Todos los Santos Urdangarín y de Borbón (ur. 6 grudnia 2000)
- Miguel Urdangarín y de Borbón (ur. 30 kwietnia 2002)
- Irena Urdangarín y de Borbón (ur. 5 czerwca 2005)

## Odznaczenia
- Krzyż Wielki Orderu Karola III[10]
- Krzyz Wielki Orderu Izabeli Katolickiej[11]
- Wielka Wstęga Orderu Leopolda (1994, Belgia)[12]
- Klasa I Specjalna Orderu Doskonałości (Egipt)[13]
- Krzyż Wielki Orderu Honoru (Grecja)[14]
- Krzyż Wielki Orderu Quetzala (Gwatemala)[15]
- Krzyż Wielki Orderu Oranje-Nassau (1985, Holandia)[16]
- Wielka Wstęga Orderu Drogocennej Korony (1994, Japonia)[17]
- Krzyż Wielki Orderu Zasługi Adolfa de Nassau (Luksemburg)[18]
- Order Tri Shakti Patta I klasy (1983, Nepal)
- Krzyż Wielki Orderu Świętego Olafa (1995, Norwegia)
- Krzyż Wielki Orderu Chrystusa (1988, Portugalia)[19]
- Krzyż Wielki Orderu Infanta Henryka (1996, Portugalia)[19]
- Wielka Wstęga Orderu Słonia Białego (Tajlandia)[20]

## Genealogia
| Prapradziadkowie           | król Hiszpanii Alfons XII Burbon (1857−1885) ∞1879 Maria Krystyna Habsburg (1858−1929)      | Henryk Battenberg (1858−1896) ∞1885 Beatrycze Koburg (1857−1944)                            | Alfons Burbon (1841−1934) ∞1868 Maria Antonietta Burbon (1851−1918)    | Filip Orleański (1838−1894) ∞1864 Maria Izabela Orleańska (1848–1919)  | król Grecji Jerzy I Glücksburg (1845−1913) ∞1867 Olga Konstantinowna Romanowa (1851−1926) | Cesarz niemiecki Fryderyk III Hohenzollern (1831−1888) ∞1858 Wiktoria Koburg (1840−1901) | Ernest August Hanowerski (1845−1923) ∞1878 Thyra Glücksburg (1853−1933)            | Cesarz niemiecki Wilhelm II Hohenzollern (1859−1941) ∞1881 Augusta Wiktoria von Schleswig-Holstein-Sonderburg-Augustenburg (1858−1921) |
| Pradziadkowie              | król Hiszpanii Alfons XIII Burbon (1886−1941) ∞1906 Wiktoria Eugenia Battenberg (1887−1969) | król Hiszpanii Alfons XIII Burbon (1886−1941) ∞1906 Wiktoria Eugenia Battenberg (1887−1969) | Karol Tankred Burbon (1870−1949) ∞ 1907 Ludwika Orleańska (1882−1958)  | Karol Tankred Burbon (1870−1949) ∞ 1907 Ludwika Orleańska (1882−1958)  | król Grecji Konstantyn I Glücksburg (1868−1923) ∞1889 Zofia Hohenzollern (1870−1932)      | król Grecji Konstantyn I Glücksburg (1868−1923) ∞1889 Zofia Hohenzollern (1870−1932)     | Ernest August Hanowerski (1887−1953) ∞1913 Wiktoria Luiza Hohenzollern (1892−1980) | Ernest August Hanowerski (1887−1953) ∞1913 Wiktoria Luiza Hohenzollern (1892−1980)                                                     |
| Dziadkowie                 | Jan Burbon (1913−1993) ∞1935 María Mercedes Burbon (1910−2000)                              | Jan Burbon (1913−1993) ∞1935 María Mercedes Burbon (1910−2000)                              | Jan Burbon (1913−1993) ∞1935 María Mercedes Burbon (1910−2000)         | Jan Burbon (1913−1993) ∞1935 María Mercedes Burbon (1910−2000)         | król Grecji Paweł I Glücksburg (1901−1964) ∞ 1938 Fryderyka Hanowerska (1917−1981)        | król Grecji Paweł I Glücksburg (1901−1964) ∞ 1938 Fryderyka Hanowerska (1917−1981)       | król Grecji Paweł I Glücksburg (1901−1964) ∞ 1938 Fryderyka Hanowerska (1917−1981) | król Grecji Paweł I Glücksburg (1901−1964) ∞ 1938 Fryderyka Hanowerska (1917−1981)                                                     |
| Rodzice                    | król Hiszpanii Jan Karol I Burbon (1938) ∞1962 Zofia Glücksburg (1938)                      | król Hiszpanii Jan Karol I Burbon (1938) ∞1962 Zofia Glücksburg (1938)                      | król Hiszpanii Jan Karol I Burbon (1938) ∞1962 Zofia Glücksburg (1938) | król Hiszpanii Jan Karol I Burbon (1938) ∞1962 Zofia Glücksburg (1938) | król Hiszpanii Jan Karol I Burbon (1938) ∞1962 Zofia Glücksburg (1938)                    | król Hiszpanii Jan Karol I Burbon (1938) ∞1962 Zofia Glücksburg (1938)                   | król Hiszpanii Jan Karol I Burbon (1938) ∞1962 Zofia Glücksburg (1938)             | król Hiszpanii Jan Karol I Burbon (1938) ∞1962 Zofia Glücksburg (1938)                                                                 |
| Krystyna Burbon (ur. 1965) |                                                                                             |                                                                                             |                                                                        |                                                                        |                                                                                           |                                                                                          |                                                                                    | |